# Bolesław Graczyk
Bolesław Graczyk (zm. 28 września 2016) – polski instruktor płetwonurkowy, oddany popularyzacji nurkowania w Polsce oraz szkoleniu i doskonaleniu umiejętności kolejnych pokoleń płetwonurków. Instruktor nurkowania CMAS M3 z niemal 50-letnim stażem. Członek i założyciel wielu poznańskich klubów nurkowych: Aquanauta, Mistral, Orka przy HKŻ, Poznański Klub Działalności Podwodnej, Delfin, Orka przy LOK oraz Centrum Działalności Nurkowej „Oceania”.

Na swojej drodze do stopnia instruktorskiego, który zdobyłem w 1998 roku, spotkałem wiele wybitnych osobowości polskiego nurkowania, których nie sposób wymienić. Dwóm osobom chciałbym jednak szczególnie podziękować, zmieniły one kierunki mojej nurkowej drogi. Są to Instruktorzy: śp. Bolesław Graczyk CMAS M3 i Andrzej Ratajczak IDA M4 i CMAS M3.